# 塞雷西诺斯德坎波斯
塞雷西诺斯德坎波斯，是西班牙卡斯蒂利亚-莱昂萨莫拉省的一个市镇。 总面积29平方公里，总人口426人（2001年），人口密度15人/平方公里。